# Valentina Iliffe
Valentina Dorcas Iliffe (Sydney, 17 febbraio 1956) è un'ex sciatrice alpina britannica.

## Biografia
Sorella di Serena, a sua volta sciatrice alpina, la Iliffe agli XI Giochi olimpici invernali di Sapporo 1972, sua prima presenza olimpica, si classificò 23ª nella discesa libera, 26ª nello slalom gigante e non completò lo slalom speciale; l'anno dopo agli Europei juniores di Ruhpolding 1973 vinse la medaglia di bronzo nello slalom gigante. Ai Mondiali di Sankt Moritz 1974 si piazzò 8ª nella combinata, mentre ai XII Giochi olimpici invernali di Innsbruck 1976 fu 29ª nella discesa libera, 30ª nello slalom gigante, 15ª nello slalom speciale e 8ª nella combinata valida soltanto ai fini dei Mondiali 1976. Ai XIII Giochi olimpici invernali di Lake Placid 1980, sua ultima presenza olimpica, si classificò 25ª nella discesa libera, 31ª nello slalom gigante, 16ª nello slalom speciale e 6ª nella combinata valida soltanto ai fini dei Mondiali 1980; non ottenne piazzamenti di rilievo in Coppa del Mondo.

## Palmarès

### Europei juniores
- 1 medaglia[2]:
  - 1 bronzo (slalom gigante a Ruhpolding 1973)